# إبراهيم بن سعد آل إبراهيم
إبراهيم بن سعد آل إبراهيم (من مواليد 1944) دبلوماسي سعودي مُتقاعد. شغل منصب سفير المملكة العربية السعودية في كل من تونس ومصر والإمارات العربية المتحدة والسويد.

## مساره المهني
ما بين 1986 و1997 شغل منصب سفير السعودية في تونس. من عام 1997 إلى عام 2006 كان سفيرا للسعودية في القاهرة وممثلا دائما لها في جامعة الدول العربية، حيث كان عميدا في السلك الدبلوماسي العربي ابتداء من 2004. من 2013 إلى 20 مايو 2014 كان سفيرا للسعودية في أبو ظبي. من 20 مايو 2014 إلى 12 يناير 2017 شغل منصب سفير لدى ستوكهولم. في 2015، أعلنت وزارة الخارجية السويدية عن نيتها استدعاء السفير السعودي احتجاجًا على جلد السلطات السعودية المُدون رائف بدوي بتهم الإساءة إلى الإسلام. في فبراير 2015، صرحت وزيرة الخارجية السويدية مارجوت فالستروم أمام أعضاء البرلمان السويدي بأن الرياض انتهكت حقوق المرأة وانتقدت عملية جلد رائف بدوي. في 9 مارس 2015، تمت دعوة الوزيرة لإلقاء خطاب في مؤتمر وزراء خارجية جامعة الدول العربية في القاهرة. في يوم الأربعاء 4 مارس 2015، وصفت وزارة الخارجية السعودية تعليقات مارجوت فالستروم بأنها «هجوم مسيء» و«تدخل صارخ في الشؤون الداخلية للمملكة» كما قامت بإزالتها من قائمة المتحدثين في اجتماع وزراء الخارجية العرب بالقاهرة. في 9 مارس 2015، أعلنت الحكومة السويدية أنها لن تُجدد اتفاقية تصدير الأسلحة إلى السعودية (تبلغ قيمة الاتفاق 7 ملايين كرونة سويدية) والتي تنتهي في مايو 2015. يوم الأربعاء 11 مارس 2015، سحبت الحكومة السعودية سفيرها إبراهيم بن سعد من ستوكهولم. في 27 مارس 2015، أعلنت السعودية عن عودة السفير إلى منصبه في العاصمة السويدية.